# (19182) Pitz
(19182) Pitz (1991 TX2) – planetoida z pasa głównego asteroid okrążająca Słońce w ciągu 4,3 lat w średniej odległości 2,64 j.a. Odkryta 7 października 1991 roku.